# Román asztalitenisz-csapatbajnokság
A román asztalitenisz-csapatbajnokság (románul: Campionatul National de tenis de masă pe echipe) a Román Asztalitenisz-szövetség által szervezett asztalitenisz-versenysorozat, mely 1931 óta évente kerül megrendezésre. A nők részére csak 1938-tól írják ki a bajnokságot.
A bajnokságban hat csapat vesz részt. Jelenlegi címvédő a férfiaknál és a nőknél is a Steaua București.

## Az eddigi bajnokságok

### Férfiak
| Év   | Első                    | Második                   | Harmadik                                       |
| ---- | ----------------------- | ------------------------- | ---------------------------------------------- |
| 1931 | România Cluj            | CA Cluj                   |                                                |
| 1932 | Hakoah Arad             | Kadima Timișoara          | România Cluj                                   |
| 1933 | Hakoah Arad             | Stăruința Oradea          | Victoria Cluj                                  |
| 1934 | Haggibor Cluj           | CA Oradea                 | Hakoah Arad                                    |
| 1935 | Haggibor Cluj           | CA Cluj                   | Aurora București                               |
| 1936 | Haggibor Cluj           | KKASE Cluj                | Aurora București Ivria Brașov                  |
| 1937 | Sporting București      | Aurora București          | Macabi Oradea Macabi Cernăuți                  |
| 1938 | Sporting București      | Royal Cluj                | Echo Cluj Aurora București                     |
| 1939 | Uzinele Electrice Cluj  | Aurora București          | Macabi Oradea Sporting București               |
| 1940 | Sporting București      | Uzinele Electrice Cluj    | Macabi Oradea Borochow Cernăuți                |
| 1941 | Radu Vodă București     | ACT București             | ACT București II Radu Vodă București II        |
| 1942 | Radu Vodă București     | ACT București             | Distribuția București                          |
| 1943 | Radu Vodă București     | SSMR Reșița               | UD Reșița                                      |
| 1944 | Radu Vodă București     |                           |                                                |
| 1945 | Radu Vodă București     | Sporting București        | Orfeus București Medicina București            |
| 1946 | Macabi București        | Radu Vodă București       | Dermagant Târgu Mureș Universitatea Cluj       |
| 1947 | Macabi București        | Universitatea Cluj        | EFA Constanța Radu Vodă București              |
| 1948 | Viforul Dacia București | KKASE Cluj                | IT Arad Macabi București                       |
| 1949 | —                       |                           |                                                |
| 1950 | Spartac Cluj            | Constructorul București   | Progresul Satu Mare                            |
| 1951 | Constructorul București | Progresul Satu Mare       | Progresul București Dinamo București           |
| 1952 | Constructorul București | Progresul București       | Constructorul București II Progresul Satu Mare |
| 1953 | Progresul București     | Constructorul București   | Spartac București Progresul Satu Mare          |
| 1954 | Constructorul București | Flamura roșie București   | Dinamo București Progresul București           |
| 1955 | Flamura roșie București | Constructorul București   | Progresul București                            |
| 1956 | Constructorul București | Flamura roșie București   | Progresul București                            |
| 1957 | Constructorul București | Flamura roșie București   | Știința București                              |
| 1958 | Constructorul București | Progresul Cluj            | Progresul București                            |
| 1959 | Progresul Cluj          | Constructorul București   |                                                |
| 1960 | CSM Cluj                | Constructorul București   | Voința Arad Voința București                   |
| 1961 | CSM Cluj                | ITB București             | Voința București                               |
| 1962 | CSM Cluj                | CSM Cluj II               | Voința București                               |
| 1963 | CSM Cluj                | CSM Cluj II               | Progresul București                            |
| 1964 | CSM Cluj                | CSM Cluj II               | Progresul București                            |
| 1965 | CSM Cluj                | CSM Cluj II               | Progresul București                            |
| 1966 | CSM Cluj                | CSM Cluj II               | Voința București                               |
| 1967 | CSM Cluj                | Voința Arad               | Voința București                               |
| 1968 | CSM Cluj                | Politehnica București     | Voința București                               |
| 1969 | CSM Cluj                | Politehnica București     | Progresul București                            |
| 1970 | Voința Arad             | Politehnica București     | Progresul București                            |
| 1971 | Politehnica București   | Progresul București       | Voința Arad                                    |
| 1972 | CSM Cluj                | Politehnica București     | Progresul București                            |
| 1973 | Progresul București     | CSM Cluj                  | Locomotiva București                           |
| 1974 | CSM Cluj                | Progresul București       | Universitatea Craiova                          |
| 1975 | Progresul București     | Universitatea Craiova     | CSM Cluj                                       |
| 1976 | CSM Cluj                | Progresul București       | Universitatea Craiova                          |
| 1977 | CSM Cluj                | Universitatea Craiova     | Progresul București                            |
| 1978 | CSM Cluj                | Gloria-Șoimii Buzău       | Universitatea Craiova                          |
| 1979 | CSM Cluj                | Universitatea Craiova     | Gloria Buzău                                   |
| 1980 | CSM Cluj                | Universitatea Craiova     | Progresul București                            |
| 1981 | CSM Cluj                | Progresul București       | Universitatea Craiova                          |
| 1982 | Universitatea Craiova   | CSM Cluj                  | Progresul București                            |
| 1983 | Universitatea Craiova   | ASA Muntenia Buzău        | Progresul București                            |
| 1984 | Universitatea Craiova   | Universitatea Craiova II  | ASA Muntenia Buzău                             |
| 1985 | Universitatea Craiova   | Universitatea Craiova II  | Mecanică Fină București                        |
| 1986 | Universitatea Craiova   | Universitatea Craiova II  | Progresul București                            |
| 1987 | Universitatea Craiova   | Constructorul Tîrgu Mureș | Universitatea Craiova II                       |
| 1988 | Universitatea Craiova   | CSM Cluj                  | Constructorul Tîrgu Mureș                      |
| 1989 | Universitatea Craiova   | Spartac București         | CSM Cluj                                       |
| 1990 | Universitatea Craiova   |                           |                                                |
| 1991 | Universitatea Craiova   | Stirom București          | Constructorul Tîrgu Mureș                      |
| 1992 | Universitatea Craiova   |                           |                                                |
| 1993 | Universitatea Craiova   | Stirom București          | Unirea Tricolor București                      |
| 1994 | Universitatea Craiova   | Stirom București          | Unirea Tricolor București                      |
| 1995 | Universitatea Craiova   | Universitatea Constanța   | Stirom București                               |
| 1996 | Stirom București        | Universitatea Craiova     |                                                |
| 1997 | Stirom București        | Știința Constanța         | BNR București                                  |
| 1998 | Stirom București        | Știința Constanța         | Universitatea Craiova                          |
| 1999 | Universitatea Craiova   | Stirom București          | CSS Constanța                                  |
| 2000 | Stirom București        | Universitatea Craiova     | CSM Arad                                       |
| 2001 | Universitatea Craiova   | Stirom București          | Lipoplast Timișoara                            |
| 2002 | Universitatea Craiova   | Lipoplast Timișoara       | Stirom București                               |
| 2003 | Proauto București       | Racing Timișoara          | Universitatea Craiova                          |
| 2004 | ACTT București          | ACTT București II         | Racing Timișoara                               |
| 2005 | ACTT București          | ACTT București II         | CS Aspol București                             |
| 2006 | ACTT București          | ?                         | CS Romgaz Mediaș                               |
| 2007 | ACTT București          | ACTT București II         | CSM Bistrița                                   |
| 2008 | ACTT București II       | ACTT București            | CSM Cluj                                       |
| 2009 | ACTT București          | CSM Cluj                  | CSM Bistrița                                   |
| 2010 | ACTT București II       | Farul Constanța           | ACTT București                                 |
| 2011 | Tenis Masă Constanța    | ACTT Concordia Chiajna    | CS Reșița                                      |
| 2012 | CS Volei 2004 Constanța | ACTT București            | CS Reșița                                      |
| 2013 | CS Volei 2004 Constanța | Pristavu Câmpulung        | CSM Bistrița                                   |
| 2014 | CS 08 Constanța         | CS Mioveni                | Pristavu Câmpulung                             |
| 2015 | CS 08 Constanța         | Pristavu Câmpulung        | CS Mioveni                                     |
| 2016 | CS Mioveni              | Pristavu Câmpulung        | CS 08 Constanța                                |
| 2017 | CS Mioveni              | Pristavu Câmpulung        | CS 08 Constanța                                |
| 2018 | Pristavu Câmpulung      | CS Mioveni                | CS 08 Constanța                                |
| 2019 | CS Mioveni              | Pristavu Câmpulung        | Steaua București                               |
| 2020 | Steaua București        | CS Mioveni                | Pristavu Câmpulung                             |
| 2021 | Steaua București        | Pristavu Câmpulung        | CS Mioveni                                     |
| 2022 | Steaua București        | Victoria Câmpulung        | ACS Sepsi                                      |
| 2023 | Steaua București        | CSS Odorheiu Secuiesc     | ACS Sepsi                                      |
| 2024 | Steaua București        | ACS Sepsi                 | CSS Odorheiu Secuiesc                          |

### Nők
| Év   | Első                     | Második                  | Harmadik                                     |
| ---- | ------------------------ | ------------------------ | -------------------------------------------- |
| 1938 | Aurora București         | KKASE Cluj               | Metrom Brașov                                |
| 1939 | Aurora București         | Kolping Brașov           | Haggibor Cluj                                |
| 1940 | Haggibor Cluj            | Aurora București         | Kadima Timișoara Macabi Oradea               |
| 1941 | Radu Vodă București      | ACT București            | ACT București II Start Club București        |
| 1942 | Start Club București     |                          |                                              |
| 1943 | Start Club București     | Radu Vodă București      |                                              |
| 1944 | Start Club București     |                          |                                              |
| 1945 | Radu Vodă București      | Aurora București         | Start Club București Start Club București II |
| 1946 | Radu Vodă București      | UD Reșița                | SSMR Reșița Aurora București                 |
| 1947 | Macabi București         | Oțelul Reșița            | IT Arad Radu Vodă București                  |
| 1948 | Start Club București     | SSFFR Reșița             | IT Arad Avântul Tineresc Sibiu               |
| 1949 | —                        |                          |                                              |
| 1950 | Spartac Cluj             | Locomotiva București     | CSU București                                |
| 1951 | Locomotiva București     | Progresul București      | Știința București Flamura roșie Arad         |
| 1952 | Progresul București      | Locomotiva București     | Spartac Cluj Constructorul București         |
| 1953 | Progresul București      | Locomotiva București     | Progresul Timișoara Flamura roșie Arad       |
| 1954 | Progresul București      | Dinamo București         | Flamura roșie Cluj Flamura roșie Arad        |
| 1955 | Progresul București      | Constructorul București  | Știința București                            |
| 1956 | Progresul București      | Progresul Cluj           | Știința București                            |
| 1957 | Progresul București      | Progresul Cluj           | Constructorul București                      |
| 1958 | Progresul București      | Progresul Cluj           | Constructorul București                      |
| 1959 | Progresul București      | Progresul Cluj           | Constructorul București                      |
| 1960 | Constructorul București  | CSM Cluj                 | Progresul București Voința București         |
| 1961 | Voința București         | ITB București            | Progresul București                          |
| 1962 | Voința București         | Unirea București         | Progresul București                          |
| 1963 | Voința București         |                          |                                              |
| 1964 | Progresul București      | Voința București         | Progresul București II                       |
| 1965 | Progresul București      | Voința Arad              | CSM Cluj                                     |
| 1966 | Progresul București      | Voința Arad              | CSM Cluj                                     |
| 1967 | Voința Arad              | Progresul București      | CFR Brașov                                   |
| 1968 | Voința Arad              | Progresul București      | Rapid Brașov                                 |
| 1969 | Progresul București      | Spartac București        | Voința Arad                                  |
| 1970 | Progresul București      | Voința Arad              | Rapid Brașov                                 |
| 1971 | Voința Arad              | Progresul București      | Rapid Brașov                                 |
| 1972 | Progresul București      | Voința Arad              | Spartac București                            |
| 1973 | Progresul București      | CS Arad                  | Spartac București                            |
| 1974 | CS Arad II               | Progresul București      | CS Arad                                      |
| 1975 | CS Arad II               | Progresul București      | CS Arad                                      |
| 1976 | CS Arad II               | CS Arad                  | Progresul București                          |
| 1977 | CS Arad II               | CS Arad                  | Progresul București                          |
| 1978 | CS Arad II               | Progresul București      | CS Arad                                      |
| 1979 | CS Arad II               | Progresul București      | CS Arad                                      |
| 1980 | CS Arad II               | Progresul București      | CS Arad                                      |
| 1981 | CS Arad II               | CS Arad                  | CSȘ Slatina                                  |
| 1982 | CS Arad II               | Progresul București      | Faimar Baia Mare                             |
| 1983 | MILMC-CPL București      | CS Arad                  | Faimar Baia Mare                             |
| 1984 | Juventus București       | CS Arad                  | Faimar Baia Mare                             |
| 1985 | Juventus București       | CS Arad                  | Spartac București                            |
| 1986 | Spartac București        | Metalul Rîmnicu Vîlcea   | Juventus București                           |
| 1987 | Juventus București       | Spartac București        | Metalul Rîmnicu Vîlcea                       |
| 1988 | Spartac Stirom București | Juventus București       | Metalul Rîmnicu Vîlcea                       |
| 1989 | Spartac Stirom București | Metalul Rîmnicu Vîlcea   | Juventus București                           |
| 1990 | Metalul Rîmnicu Vîlcea   |                          |                                              |
| 1991 | Metalul Rîmnicu Vîlcea   |                          |                                              |
| 1992 | Universitatea Constanța  |                          |                                              |
| 1993 | Universitatea Constanța  | CS Arad                  | CSM Cluj                                     |
| 1994 | Universitatea Constanța  | CSM Arad                 | CSM Cluj                                     |
| 1995 | CSM Arad                 | Universitatea Constanța  | Voința Galați                                |
| 1996 | ?                        |                          |                                              |
| 1997 | BNR București            | Voința Galați            | Unirea Tricolor București                    |
| 1998 | Voința Galați            | BNR București            | Universitatea Constanța                      |
| 1999 | Voința Galați            | BNR București            | CSȘ Târgu Mureș                              |
| 2000 | Voința Galați            |                          |                                              |
| 2001 | Voința Galați            | Farul Constanța          | Stirom București                             |
| 2002 | Stirom București         | Farul Constanța          | Voința Galați                                |
| 2003 | ICMRS Galați             | Stirom București         | Farul Constanța                              |
| 2004 | Farul Constanța          | Stirom București         | ACS Slatina                                  |
| 2005 | Farul Constanța          | Stirom București         | CSM Bistrița                                 |
| 2006 | Farul Constanța          | Stirom București         | Farul Constanța II                           |
| 2007 | Farul Constanța          | Stirom București         | ICMRS Galați                                 |
| 2008 | Farul Constanța          | Stirom București         | Hidroconstrucția Slatina                     |
| 2009 | Farul Constanța          | Stirom București         | CSM Bistrița                                 |
| 2010 | Farul Constanța          | Stirom București         | CSM Bistrița                                 |
| 2011 | Farul Constanța          | Hidroconstrucția Slatina | CSM Bistrița                                 |
| 2012 | CSM Bistrița             | Hidroconstrucția Slatina | CSȘ Slatina                                  |
| 2013 | Hidroconstrucția Slatina | CSM Bistrița             | CSM Arad                                     |
| 2014 | ACS Dumbrăvița           | CSM Arad                 | CSM Bistrița                                 |
| 2015 | ACS Dumbrăvița           | Farul Constanța          | CSM Bistrița                                 |
| 2016 | ACS Dumbrăvița           | Politehnica Iași         | Farul Constanța                              |
| 2017 | ACS Dumbrăvița           | Politehnica Iași         | Farul Constanța                              |
| 2018 | Farul Constanța          | ACS Dumbrăvița           | CSM Arad                                     |
| 2019 | Farul Constanța          | ACS Dumbrăvița           | CSM Bistrița                                 |
| 2020 | Steaua București         | Farul Constanța          | ACS Dumbrăvița CSM Bistrița                  |
| 2021 | Steaua București         | CSM Bistrița             | Farul Constanța                              |
| 2022 | Steaua București         | CSM Bistrița             | Farul Constanța                              |
| 2023 | Steaua București         | CSM Victoria Carei       | CSM Bistrița                                 |
| 2024 | Steaua București         | CSM Victoria Carei       | CSM Bistrița                                 |